# منير العبيدي
منير العبيدي رسام وناقد وكاتب من العراق.
ولد في قرية بهرز الواقعة على ضفاف نهر ديالى في محافظة ديالى في العراق في العام 1949.
ضهرت موهبته في الرسم في طفولته وتبلورت تلك الموهبة في شبابه حيث كان عضواً في جماعة المرسم الحر بأشراف الدكتور الفنان خالد الجادر، وعضو جماعة الاداب للفنون التشكيلية التي كانت تضم كلا من عماد عبد السلام رؤوف، علا الطائي، عبد الهادي العادلي واخرين.
تخرج من قسم التاريخ جامعة بغداد في العام 1970 واتجه إلى العمل السياسي حيث عرف بفكره اليساري.
رسام وكاتب وناقد عرف بكثير من معارضة الشخصية والمشتركة في العراق وبلدان أخرى ومقالاته التي اثّرت الرأي العام.
عضو نقابة الفنانين العراقيين وجمعية الفنانين التشكيلين في العراق. مقيم في ألمانيا منذ العام 2000.
- 1970 المعرض الأول لجماعة الآداب على قاعة كلية الآداب في بغداد
- 1977 الدراسة في معهد العلوم الاجتماعية ـ موسكو
- 1978 مسؤول المكتب الصحفي لصحيفة طريق الشعب في محافظة ديالى
- 1985 التفرغ للعمل الفني.
- 1985-89 العديد من المشاركات في المعارض الجماعية في قاعة الاورفلي، معارض مهرجان الواسطي..
- 1989 المعرض الشخصي الأول على قاعة الرشيد - بغداد
- 1990 إعادة تأسيس جماعة «أصدقاء الفن» مع الفنان موفق الخطيب وفنانين آخرين وافتتاح القاعة الخاصة بالجمعية ومعرض مشترك.ومعرض يضم المجموعة الفنية الدائمة لاعضاء الجمعية
- 1991 ـ93 المشاركة في عدد من المعارض الجماعية أهمها معرض تأملات عراقية على قاعة النصر (المتحف الوطني للفن الحديث سابقا)
- 1993 المعرض الشخصي الثاني في برلين
- 1994 المعرض الشخصي الثالث على قاعة الاورفلي في بغداد
- 1994- 97 الاشتراك في معارض جماعية في دمشق(قاعة نصير شورى)عمّان(قاعة حمورابي والاورفلي)تونس وغيرها.
- 1997 المعرض الشخصي الرابع على قاعة حمورابي في عمان
- 1997 ـ 2000 المشاركة بعشرات الأعمال في المعارض الجماعية في بغداد وعمان وعواصم عربية أخرى.
- 2000 مغادرة العراق والإقامة في ألمانيا
- 2000- 2003 المشاركة في ثلاثة معارض مشتركة في العاصمة الألمانية برلين
- 2004 المعرض الشخصي الخامس على قاعة (BOX 66) في العاصمة الألمانية برلين
- 2006 المعرض الشخصي السادس على قاعة (Bilderschmuck Gallerie) في برلين[3]
- الكتابة في العديد من الصحف العراقية

تاثر منير العبيدي جدا بقريته التي اضافت الكثير إلى ملامحه الشخصية والتي بدت واضحة في أعماله الفنية ومقالاته الأدبية.
يعد العبيدي من الفنانين الذين اجادوا رسم الطبيعة وخصوصا النخلة العراقية وطريق البساتين والقرى والأرياف وبساتين محافظة ديالى الجميلة ونهري ديالى وخريسان وقطاف البرتقال في مدينة البرتقال والشناشيل والجبال في شمال العراق.يتمتع الأسلوب الفني للفنان في اكتشاف الوان جديدة تثري لوحاته بمزيج من الدفئ الممزوج بالعاطفة نحو الأرض والإنسان والطبيعة الجميلة التي تتمتع بها أرض العراق.دراساته الأدبية ومقالاته النقدية تنم عن خبرة تاريخية في تحليل الشخوص بحكم دراسته للتاريخ والأدب وتاريخ الفن عبر السنين الذي تقدم بفنه نحو العالمية.